# Rhodon
Rhodon é uma comuna francesa na região administrativa do Centro, no departamento Loir-et-Cher. Estende-se por uma área de 7,18 km². Em 2010 a comuna tinha 123 habitantes (densidade: 17,1 hab./km²).